# غوردان فيدوفيتش
غوردان فيدوفيتش مواليد 23 يونيو 1968 في سراييفو، جمهورية يوغوسلافيا الاشتراكية الاتحادية، هو لاعب كرة قدم بلجيكي دولي سابق كان يلعب كمدافع. اعتزل اللعب عام 2003 مع موسكرون. سبق له أن لعب في كأس العالم لكرة القدم مع منتخب بلاده. بدأ مسيرته الرياضية عام 1988 مع جيلييزنيتشار ساراييفو.

## روابط خارجية
- غوردان فيدوفيتش على موقع الاتحاد الدولي (مؤرشف)  (الإنجليزية)
- غوردان فيدوفيتش على موقع الاتحاد البلجيكي (الإنجليزية)
- غوردان فيدوفيتش على موقع قاعدة بيانات كرة القدم.إي يو (الإنجليزية)
- غوردان فيدوفيتش على موقع ناشيونال فوتبول تيمز (الإنجليزية)
- غوردان فيدوفيتش على موقع Soccerway.com (الإنجليزية)
- غوردان فيدوفيتش على موقع عالم كرة القدم.نت (الإنجليزية)